# Aghandzuget
Aghandzuget (armeniska: Աղանձուգետ, tidigare ryska: Агандзугет: Agandzuget, även armeniska: Տաթեվ: Tatev) är ett vattendrag i Armenien. Det ligger i provinsen Siunik, i den sydöstra delen av landet, 170 kilometer sydost om huvudstaden Jerevan.
Omgivningarna runt Aghandzuget är en mosaik av jordbruksmark och naturlig växtlighet. Runt Tat'ev är det ganska glesbefolkat, med 42 invånare per kvadratkilometer.